# Aenictus togoensis
Aenictus togoensis é uma espécie de formiga do gênero Aenictus.